# 亨利二世 (羅伊斯-洛本施泰因)
亨利二世（德語：Heinrich II，1702年7月19日—1782年5月6日），羅伊斯-洛本施泰因伯爵，1739年至1782年在位。父親是亨利十五世。

## 家庭
1735年，亨利與朱莉安娜·多蘿西婭·夏洛特結婚，兩人共有1子1女：
1. 艾蕾諾爾（1737年—1782年）
2. 亨利三十五世（1738年—1805年）